# Ondříkovice
Ondříkovice jsou malá vesnice, část obce Frýdštejn v okrese Jablonec nad Nisou. Nachází se asi tři kilometry jižně od Frýdštejna. Ondříkovice jsou také název katastrálního území o rozloze 2,49 km². V katastrálním území Ondříkovice leží i Borek, Horky a Slapy.

## Historie
První písemná zmínka o vesnici pochází z roku 1543.